# Xã Duty, Quận Lawrence, Arkansas
Xã Duty (tiếng Anh: Duty Township) là một xã thuộc quận Lawrence, tiểu bang Arkansas, Hoa Kỳ. Năm 2010, dân số của xã này là 501 người.